# 广新达
广新达，是广东省广新控股集团有限公司旗下广新电子商务有限公司研发运营的外贸综合服务平台，为从事国际贸易的企业提供一站式进出口环节服务，包括：通关、退税、收结汇、找工厂、找商品、找资金、国际快递、拖车、订舱、保险等。

## 平台功能
广新达外贸综合服务平台具有以下功能：在线比价选择服务商、在线直接订购服务、在线跟踪业务进度、业务数据分析、在线实时传送单据等。
- 广新达外贸 “一站式超市” 推进行业转型升级[]